# 馬偉 (永樂舉人)
馬偉（？—？），字廷彥，直隸河間府景州故城縣人，明朝政治人物。

## 生平
永樂二十一年（1423年）癸卯科順天鄉試舉人。初為山西絳州訓導，歷官唐王府長史，因直諫得罪唐王，被押送京師。其子馬中錫時年尚幼，得以免罪，奔訴巡按御史。御史向唐王求情，馬偉因此得釋。升浙江杭州府同知，升處州府知府，皆有善政。天順七年（1463年）致仕。

## 著作
著作甚豐，有《武侯忠武錄》《岳飛精忠錄》《藏春集》《甘陵志》《馬氏族譜》《家規輯略》《示子編》《戒子箴》等。

## 家族
季子馬中錫。